# Coccusa cristicervix
Coccusa cristicervix is een krabbensoort uit de familie van de Gecarcinucidae. De wetenschappelijke naam van de soort is voor het eerst geldig gepubliceerd in 2004 door Ng & Jongkar.